# 王海山 (1917年)
王海山（1917年12月—2002年5月），男，达斡尔族，黑龙江龙江县梅里斯区莽格吐人，中国人民解放军开国大校，曾任呼伦贝尔军分区司令员，内蒙古自治区政协副主席。

## 生平
1946年7月加入中国共产党。
1934年入满洲国兴安军官学校第一期学习。1941年入日本陆军士官学校学习。回国后，任兴安军官学校生徒队第十二期连长。1945年8月11日领导军校师生举行葛根庙武装起义。
1945年8月后历任兴安警备队第一大队长、总队第一支队长，东蒙古人民自治军骑兵团长。1946年部队编为内蒙古人民自卫军，任骑兵第一师师长兼王爷庙城防司令，内蒙古人民解放军骑兵第一师师长。
中华人民共和国成立后，任察哈尔盟军分区司令员。1952年6月任中国人民解放军公安部队内蒙古总队总队长，内蒙古公安部队第一副司令员。1955年6月任呼伦贝尔盟军分区司令员。后任内蒙古军区司令部顾问。1979年12月至1983年4月任内蒙古自治区政协副主席。